# Lavannes

Lavannes este o comună în departamentul Marne, Franța. În 2009 avea o populație de 592 de locuitori.